# Mars (album Gackta)
MARS – pierwszy album studyjny japońskiego artysty Gackta, wydany 26 kwietnia 2000. Album osiągnął 3 pozycję w rankingu Oricon i pozostał na listach przebojów przez 5 tygodni. Sprzedano 195 620 egzemplarzy.

## Lista utworów
Słowa utworów są autorstwa Gackt C.
| Nr  | Tytuł                                                  | Kompozycja             | Aranżacja           | Czas |
| --- | ------------------------------------------------------ | ---------------------- | ------------------- | ---- |
| 1.  | "Ares"                                                 | Gackt.C                | Gackt.C, Chachamaru | 1:35 |
| 2.  | "Asrun Dream"                                          | Gackt.C                | Gackt.C, Chachamaru | 4:28 |
| 3.  | "Emu ~for my dear~" (jap. 絵夢 ～for my dear～)        | Gackt.C                | Gackt.C, Chachamaru | 6:05 |
| 4.  | "U+K"                                                  | Gackt.C, SHIMADA YOHEI | Gackt.C, Chachamaru | 4:21 |
| 5.  | "Vanilla (MARS Ver.)"                                  | Gackt.C                | Gackt.C             | 4:10 |
| 6.  | "freesia ～op.1～"                                     | Gackt.C, SHIMADA YOHEI | Gackt.C, Chachamaru | 2:39 |
| 7.  | "freesia ～op.2～"                                     | Gackt.C, SHIMADA YOHEI | Gackt.C, Chachamaru | 1:57 |
| 8.  | "Illness Illusion"                                     | Gackt.C                | Gackt.C, Chachamaru | 3:12 |
| 9.  | "Mirror (MARS Ver.)"                                   | Gackt.C                | Gackt.C, Chachamaru | 5:25 |
| 10. | "dears"                                                | Gackt.C                | Gackt.C, Chachamaru | 4:18 |
| 11. | "OASIS (MARS Ver.)"                                    | Gackt.C                | Gackt.C, Chachamaru | 4:38 |
| 12. | "Kono daremo inai heya de" (jap. この誰もいない部屋で) | Gackt.C                | Gackt.C, Chachamaru | 7:13 |

## Album credits
| - Wokal, fortepian: Gackt Camui - Gitara, skrzypce: You - Gitara: Masa Shinozaki - Efekty, gitara: Nao Kimura - Gitara basowa, "M-4" Laugh Voice: Ren - Konsultant muzyczny: Yohei Shimada - Gitara: Chachamaru, Isamu Ohashi - Keyboard & Orchestra Arrangement: Shusei Tsukamoto - Keyboard: Jun-ichi “Igao” Igarashi (Envers) - Perkusja: Kota Igarashi (dzięki uprzejmości Epic Records), Kozo Suganuma, Toshiyuki Sugino, Eby, Takashi Kawaguchi - Skrzypce: Gen Ittetsu - Wiolonczela: Masami Horisawa - "M-9" chórek: Junko Hirotani - "M-11" chórek: Ryoko Sato - "M-8" akordeon, głos: Emi=Eleonia - "M-12" chórek dziecięcy: Eimi Mori, Yuma Kita, Suzuka Kita, Yusuke Nonaka, Yukine Kaneko, Taiga Gunji | - Producent: Gackt - Współproducer: Chachamaru - Producent wykonawczy: Tomonori Sato (Nippon Crown), You Harada (Museum Museum) - Technik dźwięku: Motonari Matsumoto, Atsuo Akabe, Hiroshi Tanigawa, Susumu Iguchi, Yukio “ucchyi” Uchiumi - Mastering Engineer: Yoichi Aikawa (Rolling Sound Mastering Stuio) - Zarządzanie: Museum Museum - Kierownictwo artystyczne, projekt: Jun Misaki - Fotograf: Kenji Tsukagoshi |